# Darja Schalamanowa
Darja Schalamanowa (bulgarisch Даря Шаламова; * 3. Dezember 2002) ist eine ehemalige bulgarische Tennisspielerin.

## Karriere
Schalamanowa spielte hauptsächlich auf der ITF Women’s World Tennis Tour, wo sie aber keinen Turniersieg erringen konnte.
2017 spielte sie in Sofia ihr erstes ITF-Turnier, im Oktober stand sie zum ersten Mal im Hauptfeld eines ITF-Turniers und gewann 2020 ihr erstes Match in einem Hauptfeld im Einzel. Im Juni 2021 erreichte sie erstmals die zweite Runde eines Hauptfelds im Einzel.
2022 erreichte sie mit ihrer Partnerin Beatris Spassowa im Januar das Finale des Doppelwettbewerbs des ITF W15 in Antalya, das die beiden mit 6:2, 2:6 und [8:10] gegen Doğa Türkmen und Melis Ayda Uyar verloren. Im Oktober erreichte sie das Viertelfinale im Einzel des W25 in Sozopol und im Dezember das Halbfinale im Einzel beim W15 Valencia.
Im April 2023 bestritt sie ihr bislang letztes Match auf dem ITF-Circuit und wird seit Oktober 2023 nicht mehr in der Weltrangliste geführt.